# ماثيو برين (تنس)
ماثيو برين (بالإنجليزية: Matthew Breen)‏ مواليد 12 يونيو 1976، هو لاعب كرة مضرب أسترالي سابق وكان يلعب باليد اليمنى. أعلى تصنيف له في الفردي كان المركز الـ 249 في سنة 2000. أعلى تصنيف له في الزوجي كان المركز الـ 182 في سنة 2000.

## النهائيات

### الزوجي: (1)
| الرقم | السنة | الدورة                     | الأرضية | الشريك    | المنافس في النهائي        | النتيجة في النهائي |
| ----- | ----- | -------------------------- | ------- | --------- | ------------------------- | ------------------ |
| 1.    | 2001  | تالاهاسي، الولايات المتحدة | صلبة    | لي بيرسون | براندون هوك روبرت كيندريك | 6–4, 6–2           |